# Franky Zapata
Franky Zapata (Marselha, 27 de setembro de 1978) é um piloto francês de veículos aquáticos pessoais, sendo o inventor do Flyboard e do Flyboard Air, e fundador da Zapata Racing. Desde 2012, os esforços de Zapata têm se concentrado no desenvolvimento e fabricação de flyers pessoais para aplicações terrestres e aquáticas.
Em 4 de agosto de 2019, Zapata conseguiu atravessar o Canal da Mancha em um Flyboard Air (com uma parada para reabastecimento na metade do caminho).

## Biografia
Zapata é filho de um empreiteiro de obras públicas e de um cabeleireiro, e iniciou o jet ski em 1994, aos dezesseis anos. Ele obteve seu primeiro título de campeão da França em 1996, seu primeiro título europeu em 1999 e seu primeiro título mundial em 2007, sendo que várias vezes foi Campeão Mundial de F1 RUN.[carece de fontes?] Ao todo, ele ganhou vinte medalhas - ouro, prata ou bronze - em seu esporte.[carece de fontes?]
Depois de muitos anos na fabricação de jet skis, ele inventa o Flyboard.[carece de fontes?]